# Liste von Flüssen in Mosambik

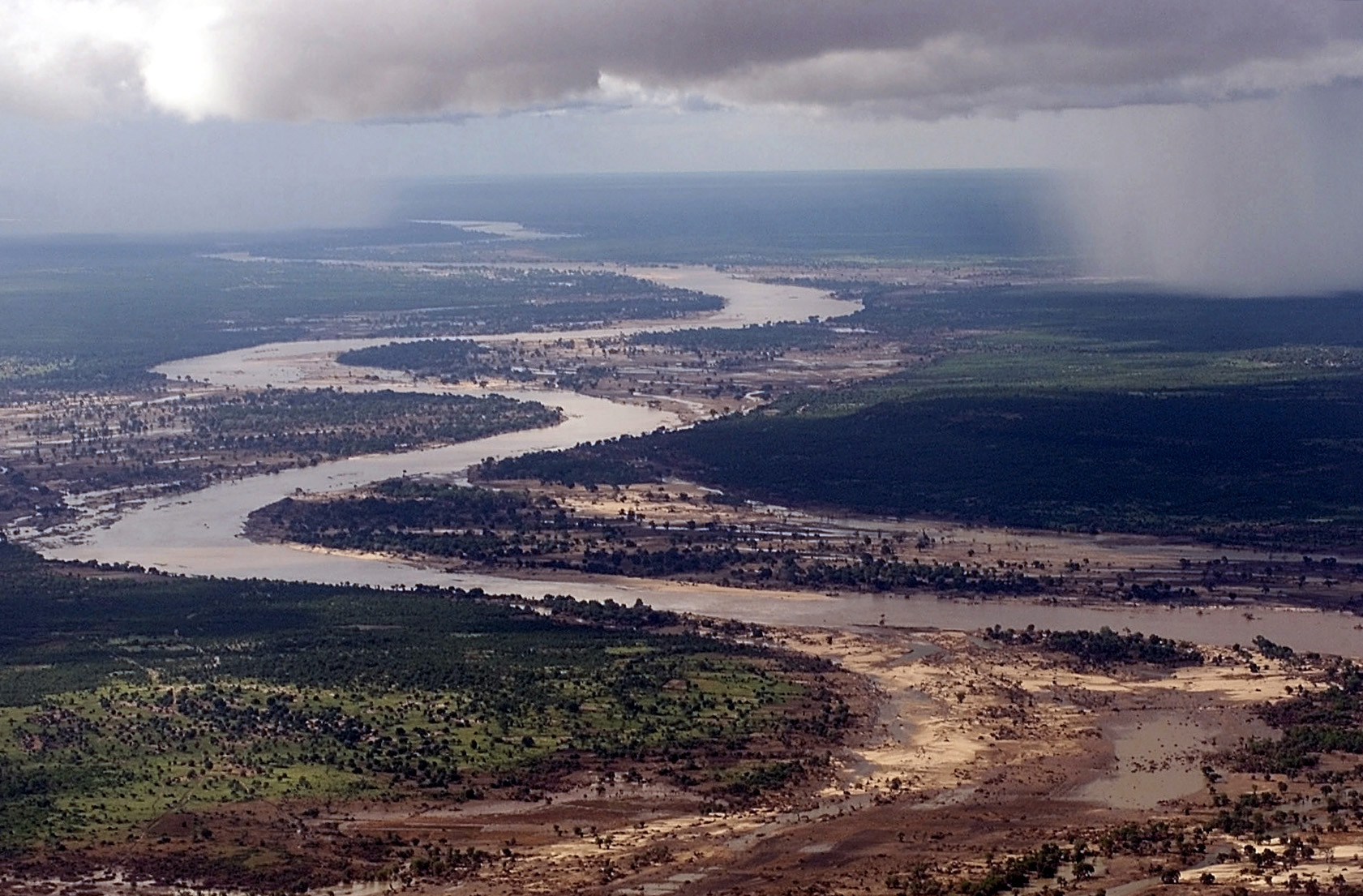
Der Limpopo im südlichen Mosambik

Dies ist eine Liste von Flüssen in Mosambik. In dem langgestreckten Küstenstaat Mosambik in Südost-Afrika münden mehrere große Flüsse. Der größte ist der Sambesi, gefolgt von Limpopo, Save und Rovuma. Zusammen mit dem Lurio machen die Einzugsgebiete dieser Flüsse über die Hälfte des Landes aus. Allerdings hat Mosambik auf Grund seiner Geographie nur einen vergleichsweise geringen Anteil an den Einzugsgebieten der Internationalen Flüsse. Zudem ist das Land im Monsun recht niederschlagsreich mit einer flachen Küste und besitzt daher auch viele Küstenflüsse.
Im Folgenden sind die Flüsse nach Einzugsgebiet (von Nord nach Süd) und alphabetisch sortiert (Auswahl).

## Mündungsreihenfolge

### Rovuma

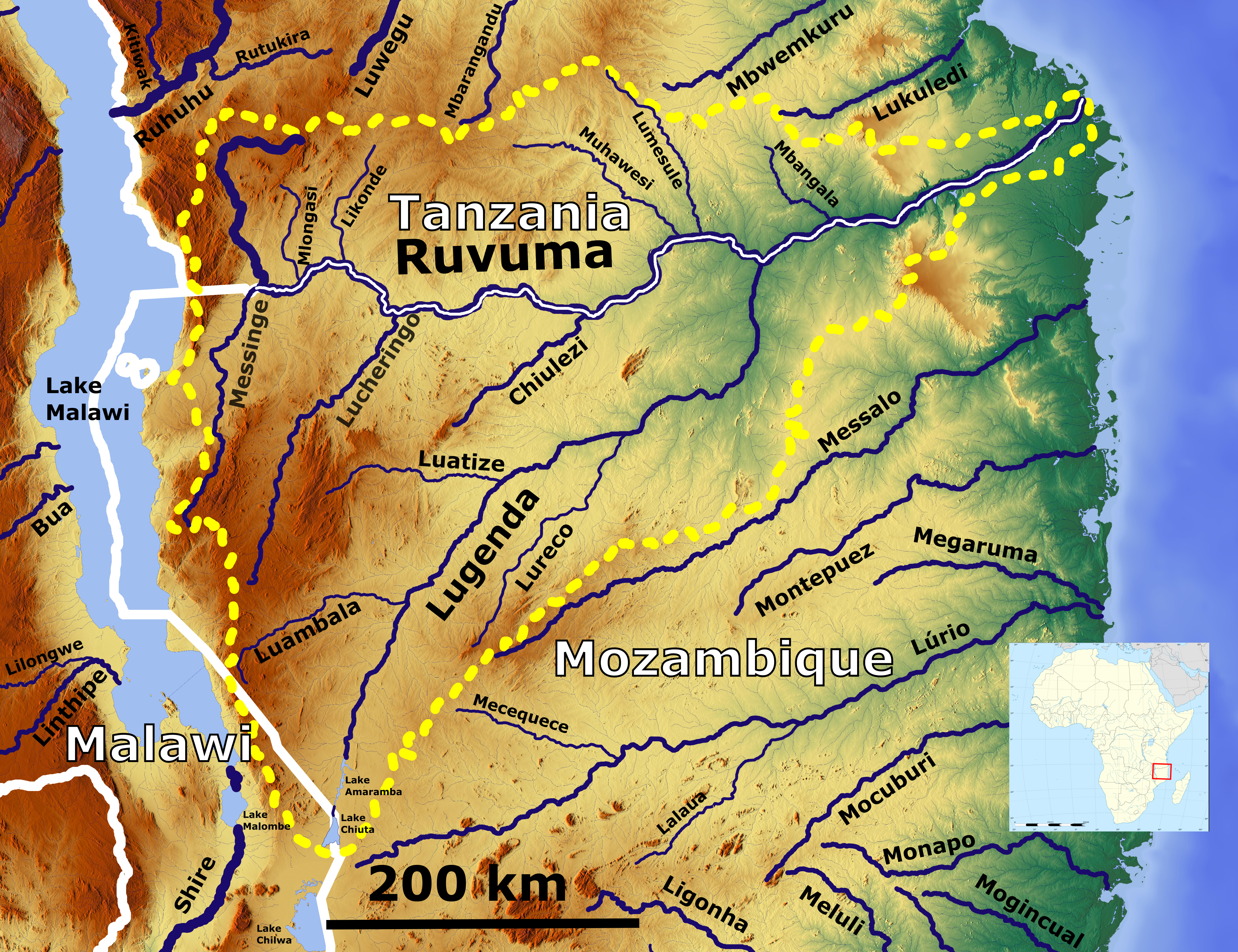
Einzugsgebiet des Rovuma

- Messinge
- Lucheringo
- Chiulezo
- Lugenda
  - Luambala
  - Luatize
  - Lureco

### Sambesi

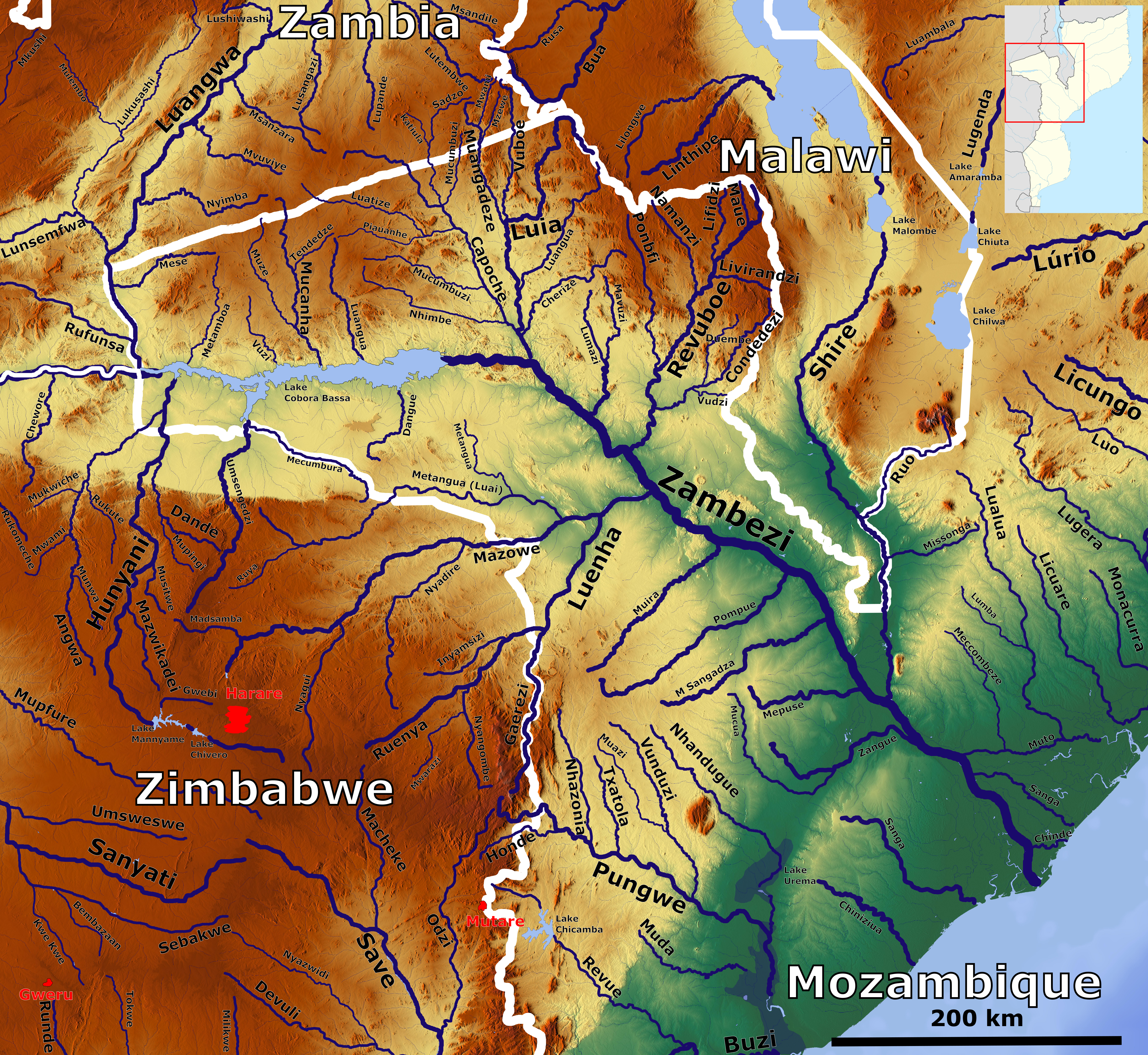
Der untere Sambesi

- Luangwa
- Hunyani
  - Angwa
- Umsengedsi
- Luia
  - Vuboe
  - Muangadeze
  - Luangua
  - Capoche
    - Sadzo
    - Mucumbuzi
    - Luatize
      - Piauanhe

    - Mucumbuzi
    - Nhimbe

  - Cherize
- Revuboe
  - Lifidzi
  - Maue
  - Livirandzi
  - Namanzi
  - Ponfi
  - Condedezi
    - Duembe
    - Vudzi
- Luenha (Gaerezi)
  - Mazowe
    - Metangua (Luai)
- Muira
- Shire
  - Ruo
- Pompue
- Chinde

### Pungwe(Pungoé)

Einzugsgebiet des Pungwe

- Honde
- Nhazonia
- Txatola
- Vunduzi
  - Muazi
- Nhandugue
- Muda

### Limpopo

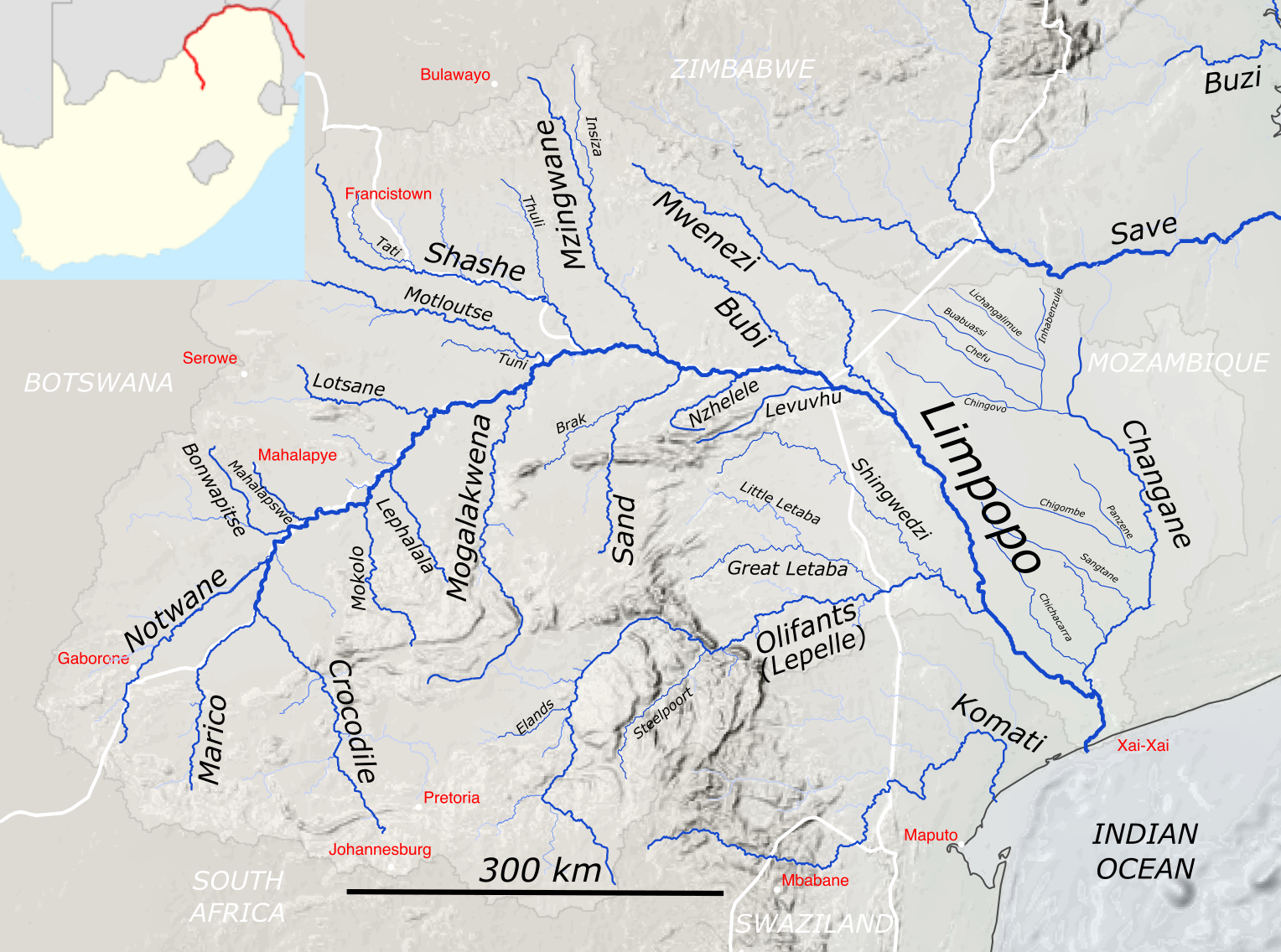
Einzugsgebiet des Limpopo

- Mwenezi (Manisi)
- Olifants River (Mpumalanga)
  - Shingwedzi
- Changane
  - Aluize
    - Inhabenzule
      - Lichangalimue
      - Buabuassi

    - Chefu
    - Chingovo

  - Chigombe
    - Panzene

  - Sangtane
  - Chichacarra

### Maputo-Bucht

Einzugsgebiet der Maputo-Bucht

- Inkomati
  - Sabie
  - Massintonto
  - Nwanedzi
  - Mazimechopes
- Inflene
- Matola
- Mbuluzi
- Tembe
- Maputo

### Weitere

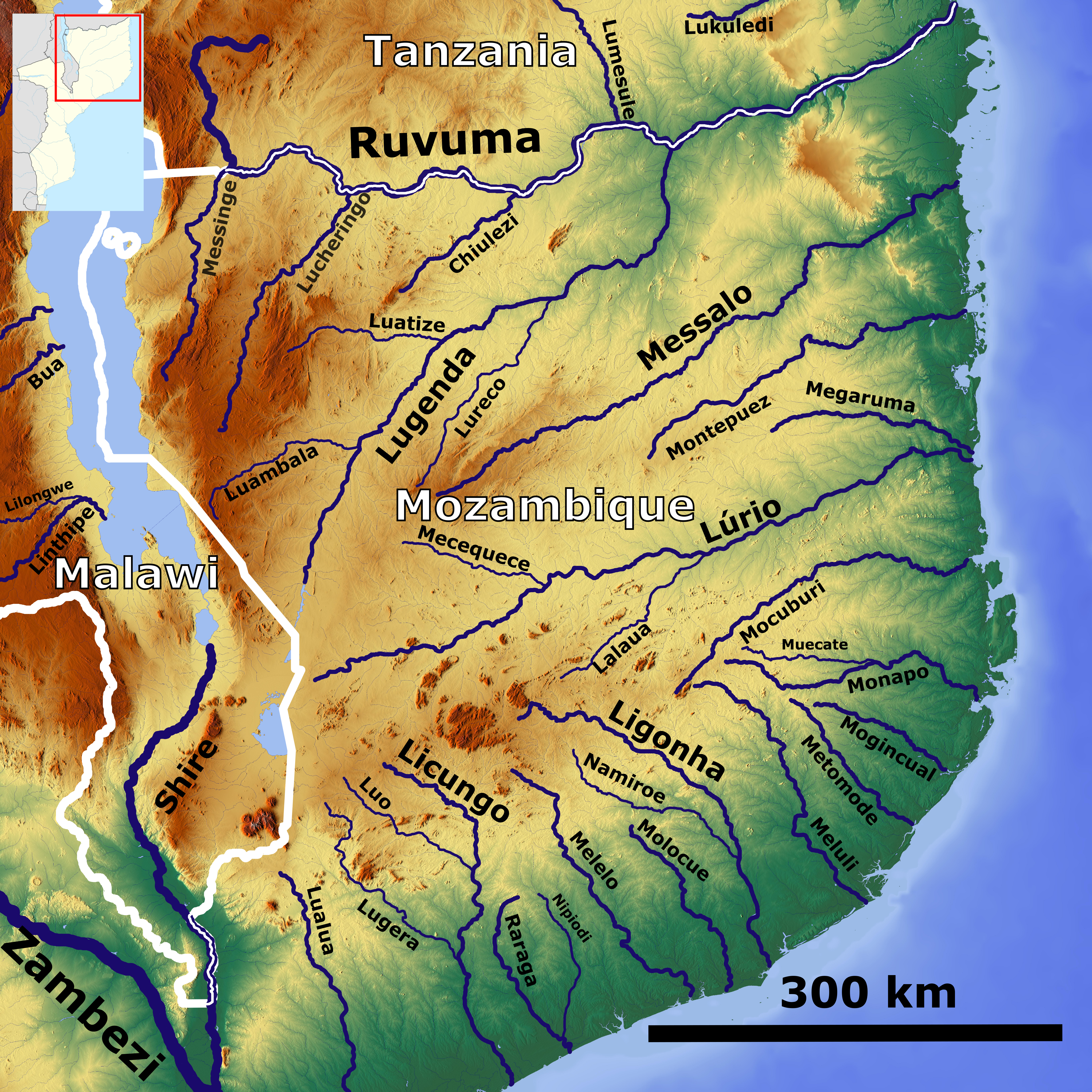
Die Flüsse im nördlichen Mosambik

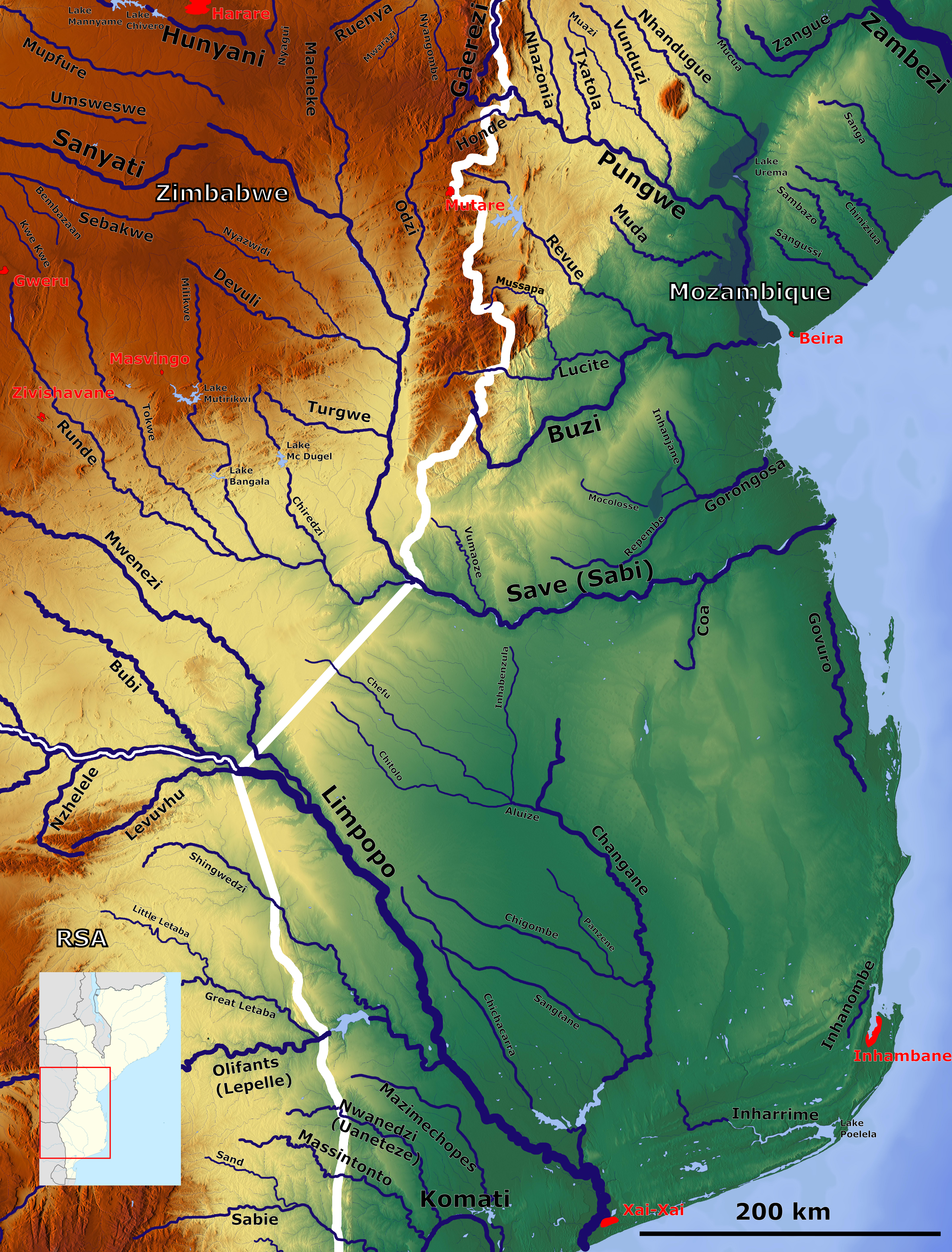
Die Flüsse im südlichen Mosambik

- Macanga
- Quibanda
- Meronvi
- Calundi
- Messalo
- Montepuez
- Megaruma
- Lurio
  - Mecequece
  - Lalaua
- Mecubúri
- Monapo
  - Muecata
- Mongicual
- Malato
- Metomode
- Meluli
- Ligonha
  - Namiroe
- Molocue
- Melela
- Raraga
  - Niplodi
- Licungo
  - Luo
  - Lugera
  - Nhamacurra
  - Moon
- Namacurra
- Lualua

- Sanga
- Chiniziua
- Sambazo
- Sangussi
- Búzi
  - Lucite
    - Mussapa

  - Revue
- Ucarranga
- Gorongosa
  - Repembe
  - Inhanjane
    - Mocolosse
- Save (Sabi)
  - Vumaoze
  - Coa
- Govuro
- Inhanhombe
- Guiua
- Mutamba
- Inharrime

## Alphabetisch

### A
- Angwa

### B
- Buabuassi – Búzi

### C
- Calundi – Capoche – Changane – Chefu – Cherize – Chichacarra – Chigombe – Chinde – Chingovo – Chiniziua – Chiulezo – Coa – Condedezi

### D
- Duembe

### G
- Gorongosa – Govuro – Guiua

### H
- Honde – Hunyani

### I
- Inflene – Inhabenzule – Inhanhombe – Inhanjane – Inharrime – Inkomati

### L
- Lalaua – Lichangalimue – Licungo – Lifidzi – Ligonha – Limpopo – Livirandzi – Lualua – Luambala – Luangwa – Luangua – Luatize – Lucheringo – Lucite – Luenha – Lugenda – Lugera – Luia – Luo – Lureco – Lurio

### M
- Macanga – Malato – Manisi – Massintonto – Maputo – Matola – Maue – Mazimechopes – Mazowe – Mbuluzi – Mecequece – Mecubúri – Megaruma – Melela – Meluli – Meronvi – Messalo – Messinge – Metangua (Luai) – Metomode – Molocue – Mocolosse – Monapo – Mongicual – Montepuez  – Moon – Muangadeze – Muazi – Mucumbuzi – Muda – Muecata – Muira – Mussapa – Mutamba

### N
- Namacurra – Namanzi – Namiroe – Nhamacurra – Nhandugue – Nhazonia – Nhimbe – Niplodi – Nwanedzi

### O
- Olifants River (Mpumalanga)

### P
- Panzene – Piauanhe – Pompue – Ponfi – Pungwe

### Q
- Quibanda

### R
- Raraga – Repembe – Revue – Rovuma – Ruo – Revuboe

### S
- Sabie – Sadzo – Sambazo – Sambesi – Sanga – Sangtane – Sangussi – Save – Shingwedzi – Shire

### T
- Tembe – Txatola

### U
- Ucarranga

### V
- Vuboe – Vudzi – Vumaoze – Vunduzi

## Einzugsgebietaufteilung des Landes in Prozent
| Einzugsgebiet                   | Quadratkilometer in Mosambik | Quadratkilometer gesamt | Prozent der Landesfläche |
| ------------------------------- | ---------------------------- | ----------------------- | ------------------------ |
| Sambesi                         | 178.448                      | 1.474.004               | 22,3                     |
| Rovuma                          | 100.126                      | 154.727                 | 12,5                     |
| Limpopo                         | 86.398                       | 422.741                 | 10,8                     |
| Lurio                           | 61.011                       | 61.015                  | 7,6                      |
| Pungoe                          | 29.911                       | 31.366                  | 3,7                      |
| Buzi                            | 26.005                       | 29.790                  | 3,2                      |
| Messalo                         | 24.456                       | 24.456                  | 3,1                      |
| Licungo                         | 22.761                       | 22.761                  | 2,8                      |
| Save                            | 16.845                       | 103.076                 | 2,1                      |
| Incomati                        | 14.998                       | 46.649                  | 1,9                      |
| Ligonha                         | 14.737                       | 14.737                  | 1,8                      |
| Inharrime                       | 13.478                       | 13.478                  | 1,7                      |
| Govuro                          | 11.289                       | 11.289                  | 1,4                      |
| Meluli                          | 10.253                       | 10.253                  | 1,3                      |
| Gorongose                       | 10.212                       | 10.212                  | 1,3                      |
| Montepuez                       | 10.040                       | 10.040                  | 1,3                      |
| Mucuburi                        | 9439                         | 9439                    | 1,2                      |
| Raraga                          | 9123                         | 9123                    | 1,1                      |
| Melela                          | 8180                         | 8180                    | 1,0                      |
| Monapo                          | 8006                         | 8006                    | 1,0                      |
| Namacurra                       | 7563                         | 7563                    | 0,9                      |
| Molocue                         | 6512                         | 6512                    | 0,8                      |
| Megaruma                        | 5446                         | 5446                    | 0,7                      |
| Mongicual                       | 3254                         | 3254                    | 0,4                      |
| Ucarranga                       | 3016                         | 3016                    | 0,4                      |
| Calundi                         | 2619                         | 2619                    | 0,3                      |
| Umbeluzi                        | 2319                         | 5589                    | 0,3                      |
| Maputo                          | 1979                         | 30.903                  | 0,2                      |
| Einzugsgebiete kleiner 2000 km² | 103.166                      |                         | 12,9                     |
| Mosambik gesamt                 | 801.590                      |                         | 100,0                    |